# Ḩeşār-e Shāveh
Ḩeşār-e Shāveh (persiska: حصار شاوه, Ḩeşār Shāveh) är en ort i Iran.   Den ligger i provinsen Ilam, i den västra delen av landet, 500 km väster om huvudstaden Teheran. Ḩeşār-e Shāveh ligger 1 115 meter över havet och antalet invånare är 131.
Terrängen runt Ḩeşār-e Shāveh är kuperad åt sydost, men åt nordväst är den platt. Ḩeşār-e Shāveh ligger nere i en dal. Runt Ḩeşār-e Shāveh är det ganska tätbefolkat, med 54 invånare per kvadratkilometer. Närmaste större samhälle är Eyvān, 7,0 km sydost om Ḩeşār-e Shāveh. Trakten runt Ḩeşār-e Shāveh består till största delen av jordbruksmark.